# Дельфины (династия)
Дельфины — византийский знатный род, выходцы из которого были широко известны в Византии.

## История
Этническая принадлежность рода доподлинно не известна. Основателя династии, отождествляя с полководцем болгарского царя Самуилом Никулицей, Геннадий Литаврин называет болгарином. Данная версия основывается на сходстве имен, но наталкивается на хронологические противоречия. Об основателе династии, Кекавмен рассказывает, что он был при Василии II вестом и доместиком экскувитов Эллады. На основе этого рассказа, Поль Лемерль считает родоначальника семьи греком.
Как отмечает Александр Каждан на мысль об армянском происхождение наводит родство Дельфинов с Кекавменами, а также встречающиеся в роду армянские имена.

## Известные представители
- Никулица Дельфин[англ.] — дука Эллады; основатель династии.
- Калокир Дельфин — антипат, патрикий и катепан Италии
- Никулица Лариский — протоспафарий, крупный землевладелец в Ларисе